# Passengers (2016)
Passengers is een Amerikaanse sciencefictionfilm uit 2016 onder regie van Morten Tyldum, met Jennifer Lawrence en Chris Pratt in de hoofdrollen. 

## Verhaal
De film speelt zich duizend jaar in de toekomst af. Het ruimteschip Avalon zal 258 bemanningsleden en vijfduizend mensen in kunstmatige slaaptoestand vervoeren naar een 'nieuwe Aarde', de kolonieplaneet Homestead II. Na een meteorietinslag ontwaakt een van hen, Jim Preston, negentig jaar te vroeg. Terugkeren naar hyperslaap lijkt niet meer mogelijk en Jim probeert er het beste van te maken aan boord van het ruimteschip, wetende dat hij de kolonieplaneet niet meer levend zal bereiken.
Dan ziet hij een vrouw, de schrijfster Aurora Lane, in een van de slaapcapsules en Jim raakt verliefd op haar. Hij is eenzaam en besluit om na een jaar de moeilijke keuze te maken om Aurora te wekken. Als zij erachter komt dat haar ontwaken geen ongeluk was, maar opzet, is ze woest op Jim. Wanneer blijkt dat het ruimteschip in groot gevaar is, moeten beiden noodgedwongen toch samenwerken.

## Rolverdeling
- Chris Pratt als Jim Preston
- Jennifer Lawrence als Aurora Lane
- Michael Sheen als Arthur
- Laurence Fishburne als Gus Mancuso

## Productie
Het scenario van Jon Spaihts dwaalde jarenlang door Hollywood voordat het in productie ging. In april 2013 kwam het nieuws dat Brian Kirk de film zou regisseren met Keanu Reeves in de hoofdrol. Reeves was al sinds 2009 aan het project gelieerd. Reese Witherspoon werd aangezocht voor de vrouwelijke hoofdrol, maar in oktober 2013 kwam het nieuws dat zij vervangen was door Rachel McAdams. De beoogde release was 3 april 2015; toen het project naar achteren werd geschoven, besloot McAdams zich terug te trekken. De opnamen zouden op 7 april 2014 van start gaan in Duitsland, maar liepen door McAdams' vertrek vertraging op. Hierbij kwam het nieuws dat The Weinstein Company de film niet langer zou distribueren.
In december 2014 kwam het nieuws dat Sony Pictures de distributie op zich zou nemen. Morten Tyldum nam in januari 2015 de regie in handen. In februari 2015 werd bericht dat Lawrence en Pratt waren aangezocht voor de hoofdrollen. De productie kwam in juni 2015 in het nieuws met de melding dat Lawrence met een salaris van €18 miljoen, maar liefst zeven miljoen euro meer dan haar mannelijke tegenspeler zou verdienen. Het nieuws kwam vlak na een controversiële e-mailhack van Sony waaruit bleek dat actrices door de studio lagere salarissen ontvingen dan hun mannelijke tegenspelers.
In juni 2015 kreeg Passengers officieel groen licht van Sony. In juli 2015 werd Michael Sheen gecast. In augustus 2015 volgde Laurence Fishburne als aangekondigd castlid. In september 2015 gingen de opnamen van start in Atlanta (Georgia).

## Ontvangst
De film werd op Rotten Tomatoes matig gewaardeerd door critici en kreeg een score van 30%. Men prees de visuele effecten en sterke rollen van Pratt en Lawrence, maar kritiek was er op het verhaal en onlogische details. De bezoekersscore is op basis van 50.000 recensies aanmerkelijk hoger, met een score van 63%.
Op de IMDb heeft de film een beoordeling met een 7.0. Men prees de mooie visuele beelden en ethische keuzes in de film. Lichte kritiek was er op het verhaal en het einde.